# Сін Юна
Сін Юна (кор. 신유나, нар. 9 грудня 2003, Сувон, Південна Корея), більш відома під мононімом Юна (кор. 유나), — співачка, танцюристка, реперка та учасниця південнокорейського гурту Itzy.

## Життепис

### Ранні роки
Сін Юна народилася 9 грудня 2003 року в Сувоні, провінція Кьонгі, Південна Корея. У неї є старша сестра. У 2015 році під час відвідування зйомок KBS Music Awards її запросили на стажування у JYP Entertainment. Навчалася у Hanlim Multi Art School.
У 2017 році, будучі трейні, Юна знялася у відео «Love Yourself Highlight Reel» разом з Чонґуком з BTS.

### 2019-донині: Itzy
20 січня 2019 року JYP Entertainment оголосили, що Юна дебютує у новому жіночому гурті Itzy.
3 квітня 2020 Юна стала спеціальною ведучою на шоу Music Bank.